# プロ彼女
プロ彼女（プロかのじょ）は、非の打ち所がない彼女（男性から見た恋人としての女性）を意味する造語である。
現在では「芸能人やスポーツ選手など、有名人のみを対象に付き合う彼女」の意味が強い。
そういったハイステータスな男性と付き合うため、プロ彼女には容姿端麗で料理が上手く気遣いも出来る等の付加価値が求められる。
その完璧さを保つプロ意識と有名人（プロ）を狙うあざとさの両方をかけて「プロ彼女」と総称される。

## 成り立ち
この語句は能町みね子が考案したものである。
2013年に能町が『週刊文春』コラムにてロンドンブーツ1号2号・田村淳の結婚相手である一般女性と紹介された香那に対して、一般女性というよりはプロの女性だろうという意味の文章を寄稿、掲載されたのが初出。その後、『久保ミツロウ・能町みね子のオールナイトニッポンGOLD』で「プロ彼女」という言葉が使用され始め、広がっていった。

## 定義
能町が考案した時の定義では
- 芸能人・スポーツ選手とばかり付き合う一般女性。容姿は端麗。
- 本人は芸能活動を昔やっていたが、名前を検索しても見つからない程度。あるいはやっていない。
- ブログやSNSも見つからない。自己主張をほとんどしていない。

などを挙げ、能町はこれを「今どき召し使いに徹して芸能人の妻という名誉や財産を手にするなんて「プロ」の女だ」と揶揄や皮肉を込めた言葉だとしていた。
しかし、『女性自身』が西島秀俊の結婚を報じた際に「プロ彼女」の語句を使用し、言葉の定義を
- 男に尽くすプロ級の彼女。[3]
- 非の打ち所がない彼女のこと。容姿端麗で性格も完璧。[4]
- 芸能人と交際してもブログで明かさず、陰ながら支えてカレの株を上げてくれる一般人女性。[4]

などとした。
その後、さらに西島が結婚相手に対して求めた条件にあった
- 男の浮気は許す
- メールの返事がなくても気にしない

なども条件になったと『ViVi』編集部が誌上で説明した。
また、各所で使用されるにつれて意味が変化しており、2018年には上記のような細かな条件と別に、広義として「芸能人や有名なスポーツ選手の彼女になるプロ」という意味でも使われるようになっている。

## 考案者の反応
『女性自身』や『ViVi』が作った新たな定義に対し、能町は「言葉をつくりだした本人の意図とは関係ない形で、しかも意味も間違ったまま広まっていく……（後略）」と発言している。また、『週刊文春』のコラムにおいて『ViVi』編集部から取材の依頼があったことを記し「私はこの単語を褒め言葉として広める気はないので（取材依頼を）断ったのです。だから、あとで私に文句を言われないようにやたら定義が丁寧に書いてあるんでしょう」と説明し、「皮肉な言葉が褒め言葉として使われているのが悔しい。」「これでは私の生み出した言葉が古すぎる価値観の女を再生産することになってしまう」と女性誌が褒め言葉として定義したことに対して憤慨していた。
その後、2015年新語・流行語大賞にエントリーされた時には『「プロ彼女」のエントリー、正直言ってちょっとうれしい…。たとえほとんどの人が誤用してるか、意味分かってなかったとしても、少なくとも「起源はオレや！」と言い張れるもんね』と誤用を許容と受け取れる発言が見られた。

## 関連作品
- バラエティ番組
  - NHK Eテレ『ねほりんぱほりん』「プロ彼女・没落社長」 2020年3月18日放送[10]
- ドラマおよびドラマ化された作品
  - 『プロ彼女の条件 芸能人と結婚したい女たち』（ショートドラマ：2024年） - BUMP配信[11]。原作はWeb漫画サイト「ゼノン編集部」連載の同名の漫画[11]。